# Abside de Sant Climent de Taüll
A abside de Sant Climent de Taüll é uma pintura românica pertencente ao conjunto da decoração mural da Igreja de Sant Climent de Taüll no Vale de Bohí, onde se encontra a maior concentração de arte românica de toda a Europa, com uma igreja por casa 25 km². Atualmente está exposta no Museu Nacional de Arte da Catalunha.
Esta é uma das obras mestras do românico europeu. A sua genialidade reside na combinação de elementos diferentes de visões bíblicas – as do Apocalipse, Isaías e Ezequiel – na apresentação de Cristo no Juízo Final. Este aparece em fundo provocando um movimento centrifugo na composição, na que domina o sentido ornamental dos perfis e na habilidade da utilização da cor para dar volume. Pela sua excepcionalidade e força pictórica, a obra do Mestre de Taüll projetou-se na modernidade e fascinou artistas da vanguarda do século XX, como Picasso ou Francis Picabia.

## História

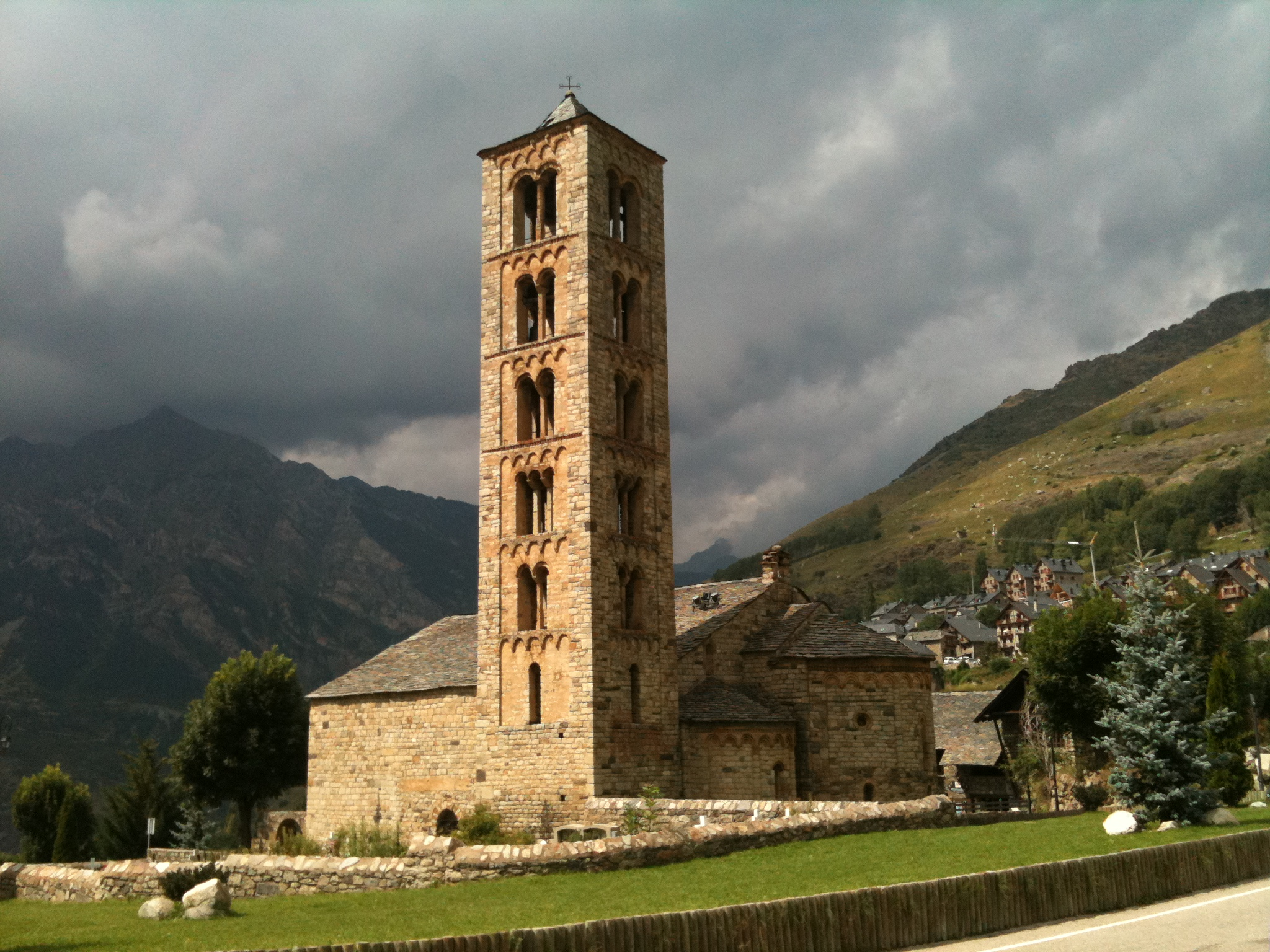
Igreja de Sant Climent de Taüll.

A Igreja de Sant Climent de Taüll foi consagrada por Ramon de Roda, o bispo de Rodaen no ano de 1123, na altura pintada numa das colunas da nave na qual se associa a criação da pintura mural da abside central.

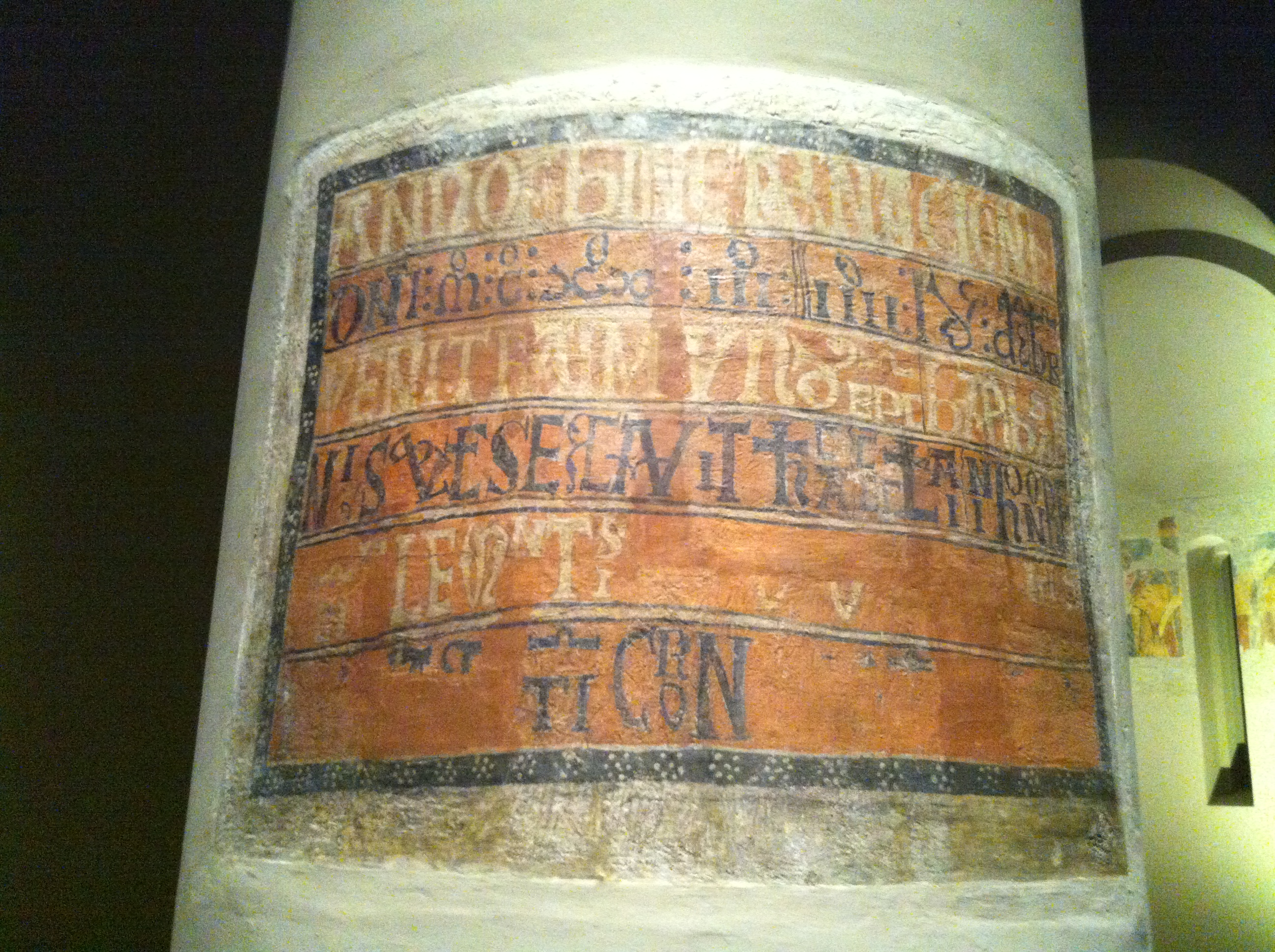

Segundo Joan Ainaud de Lasarte, associa-se a consagração da igreja com a reconquista definitiva de Barbastro e Zaragoza, e outros núcleos como Tudela, Daroca e Calatayud. Segundo esta teoria, o rei de Aragão, Afonso o Batalhador, recompensou economicamente os exércitos não aragoneses que participaram na reconquista de estes territórios, entre os quais se encontravam personagens catalãs como o conde de Pallars e a família Erill, sob o domínio feudal da que esteve o Vale de bohí e família com que o bispo Ramón de Roda mantinha uma estreita relação. Deste modo, as pinturas murais de Sant Climent de Taüll poderão ter sido conseqüência destes favores.
Com o passar do tempo, as pinturas românicas estiveram escondidas atrás de retablos, foram caiadas ou perdidas para sempre, até que em princípios do século XIX, com o regresso sobre o conhecimento do obscurantismo por um lado, e pela vontade de recuperação da cultura catalã com o renascimento pelo outro, recuperou-se a sua importância.

### Redescobrimento
Em 1907, o Instituto de Estudos Catalães levou a cabo uma expedição a Sant Climent de Taüll, que acabou com a publicação do trabalho resultante, com o objetivo de dar a conhecer a obra. Anos depois, em 1915, alertou-se sobre o interesse em comprar pintura mural dos Pirenéus catalães que os colecionadores americanos mostravam – como exemplo Hearst ou John Davison Rockefeller – e da usurpação a que estavam submetidas as obras. Além disso, há que ter em conta que alguns párocos tiveram por hábito vender algumas peças para colecionadores e museus.

### Transladação e Exposição
Perante esta situação e atendendo aos princípios de difusão e preservação do patrimônio catalão criou-se a Junta de Museus da Catalunha e realizou-se, entre 1919 e 1923, a primeira campanha de arranque e transporte da pintura mural dos Pirenéus, entre as quais se encontrava o conjunto de Sant Climent de Taüll. A abside central encontrava-se coberta em grande parte por um retablo gótico, como o demonstra a primeira fotografia realizada em 1904 por Domènech i Montaner.
A técnica de arrancar as pinturas, chamada de strappo, foi introduzida na Catalunha pelo restaurador italiano Franco Steffanoni, contratado para a campanha de salvamento das pinturas murais de Taüll. Consiste no desprendimento da capa pictórica sem argamassa. Sobre a superfície pictórica limpa aplicam-se duas capas de telas de algodão com uma cola orgânica a quente. Uma vez seca, a cola agarra a superfície, arrancando a capa pictórica da pintura.
Uma vez arrancadas as telas enrolam-se e embalam-se em caixas de madeira. As pinturas murais de Taüll foram transportadas com mulas até Puebla de Segur, para depois serem transportadas por comboio e camioneta até Barcelona onde ficaram sob a custódia pelo então Museu de Arte da Catalunha, com sede no parque da Cidadela. Posteriormente, em 1934 foram transladadas para o Palácio nacional, atual sede do Museu Nacional de Arte da Catalunha.

### Guerra Civil
Devido à guerra civil espanhola e perante o perigo de sofrer um bombardeamento, as obras foram de novo transladadas juntamente com algumas absides românicas para Olot e para outras pequenas povoações como, por exemplo, Dàrnius.
Como motivo da Exposição Internacional de 1937 em Paris, organizou-se uma exposição para denunciar a situação política do país. Sob o título L’art catalan Du Xe au XVe siécle, expuseram-se muitas das obras do museu e entre elas a abside de Sant Climent, desde 18 de Março a 10 de Abril de 1937, no Jeu de Paume de Paris. Posteriormente também se expuseram em Maisons-Laffitte até 20 de Maio. Joaquim M. Folch i Torres, então diretor do museu, fez uma nova proposta de exposição das absides românicas, que então já constituíam uma parte muito importante das obras do museu. Criaram-se uns falsos marcos arquitetônicos que evocavam o original das igrejas.
Uma vez terminada a guerra, a coleção voltou ao Palácio em 1940, e reinauguraram-se as salas de arte românica em 12 de junho de 1942, sob a direção de Xavier de Salas.

### Reprodução no seu lugar de origem
Inicialmente, não se implementou a reprodução da pintura mural de Sant Climent de Taüll na igreja de origem. Contudo, devido ao crescente reconhecimento de que foi alvo a igreja e pelas numerosas visitas que recebia desde a recuperação das pinturas, em 1959 encarregou-se a sua réplica a Ramon Millet. O artista, que trabalhou durante dois anos, criou uma réplica de inferior dimensão em relação ao original.
Durante os anos de 2000 e 2001 foram descobertos alguns novos fragmentos de pinturas murais, que se conservam in situ, dentro da igreja de Sant Climent de Taüll.

## Autor

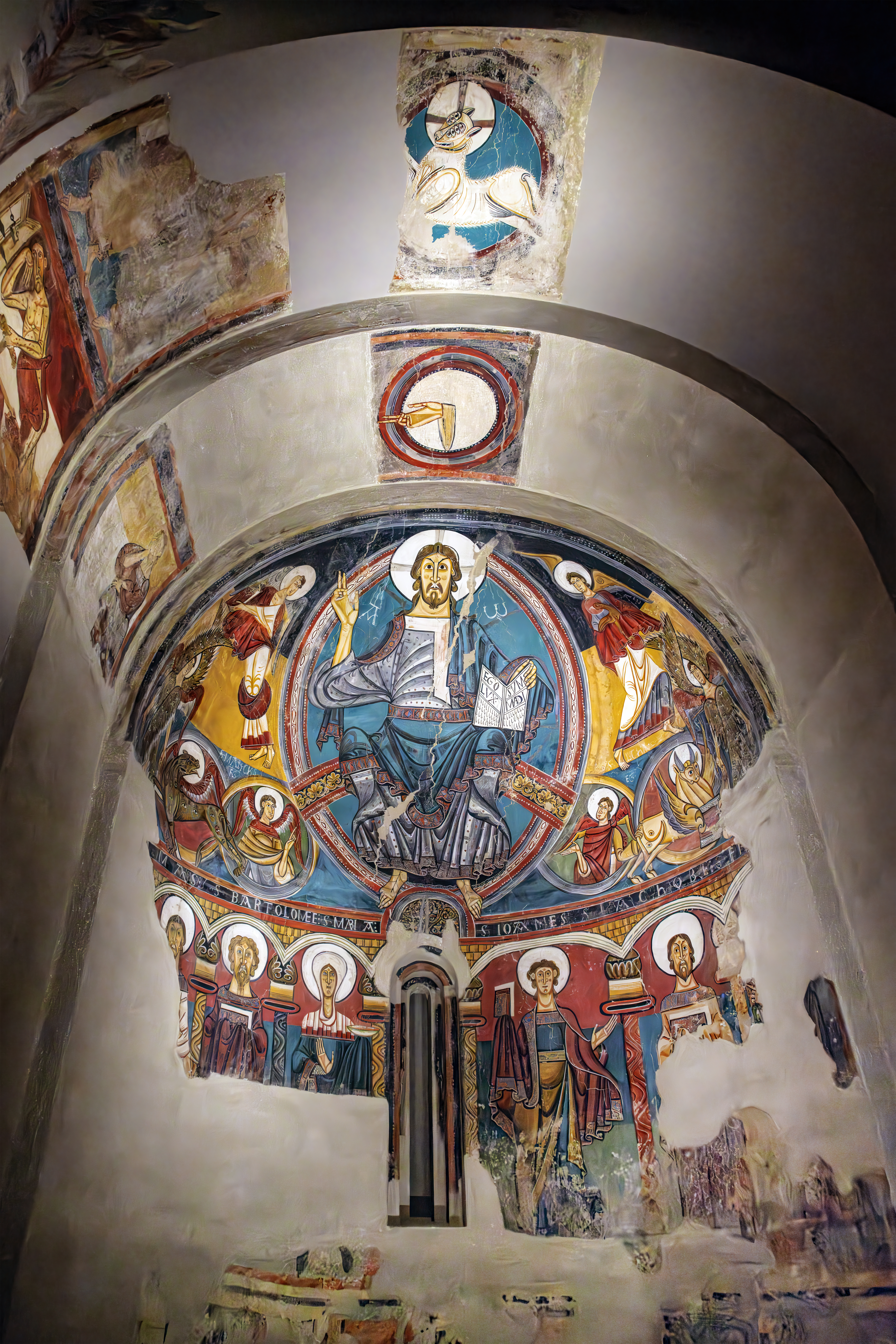
Visão geral da abside, no Museu Nacional de Arte da Catalunha.

Conhecido como o Mestre de Taüll, no mundo da História da Arte, pouco se sabe a seu respeito. Durante a Idade Média, os hoje considerados artistas eram artesãos que punham ao serviço de abades, bispos e senhores as suas capacidades artísticas, sem desfrutar o seu ofício de renome. Duas teorias sobre a procedência do autor apontam para direções diferentes. Por um lado, tratava-se de um mestre estrangeiro, de proveniência italiana, que contava com a ajuda de colaboradores de menor valia (como mostram as figuras dos serafins) e tinha adquirido e empregue técnicas hispânicas; por outro lado crê-se que se tratava de um artesão local.
Contudo, há que ter presente a dificuldade em estabelecer delimitações artísticas com respeito à pintura românica européia, uma vez que muitos artistas trabalhavam para múltiplas cortes e abadias com o qual contribuíam e adquiriam elementos de outros estilos. A forte expansão de manuscritos medievais e a falta de novas ideias proporcionaram também o trespasse estilístico dos livros para a pintura mural. O Mestre de Taüll é, segundo os especialistas, uma prova da convergência de difusão de novas correntes, de conhecimento de outros mestres e da capacidade de se adaptar com uma técnica e personalidade própria.

## Descrição
A pintura mural da abside central da igreja de Sant Climent de Taüll faz parte do conjunto pictórico que compreende também a decoração dos arcos triunfais, da abside lateral, da inscrição da consagração e de uma janela anterior. Há mais pintura “in situ”.
A cronologia das pinturas tem como referência a inscrição pintada que se conservou sobre uma coluna no lado do Evangelho, a mencionada inscrição faz referência à consagração da igreja no ano de 1123 e apresenta o mesmo tipo de caracteres que estão nas diferentes inscrições das pinturas da abside.
A obra da abside ao serviço do tema religioso e seu significado, está representada através de meios antinaturalistas e de abstração, com rasgos simplificados e mudanças que fazem a modelação geométrica das formas humanas naturais, foi esta também uma das características comuns na arte românica. Trata-se de uma Maiestas Domini (Cristo em Majestade) o Pantocrátor, a epifania do Deus legislador, todo poderoso, que vem julgar o povo.
A abside de Sant Climent de Taüll apresenta uma coloração ampla de tonalidades e umas linhas com cor negra que configuram os contornos das imagens representadas com um sentido monumental, assim como uma composição estruturada em vários registros.
- Registro Superior: representa “o Céu”, encontra-se o Pantocrátor entronizado dentro de uma elipse, com os pés sobre o globo do mundo e a sua mao direita bendiz com os dedos na maneira grega, na mao esquerda segura um livro aberto com a inscrição EGO SUM LUX MUNDI (eu sou a luz do mundo), o seu rosto largo com um olhar profundo está feito com linhas marcadas, as sobrancelhas arqueadas, olhos, boca, barba e cabelo de maneira simétrica e com uma aplicação de cor com pintura plana, mas com duas tonalidades uma clara e outra mais escura para conseguir uma certa modelagem, que o pintor remarca nas amplas pregas do vestuário, o tetramorfo, está representado mediante anjos que levam os símbolos dos evangelistas. São Mateus, o anjo ou o homem; São Marcos, o leão; São João, a águia; São Lucas, o touro, e duas figuras simétricas flanqueando a composição representam um serafim e um querubim cada um com três pares de asas. A bacia da abside apresenta um fundo dividido em três partes de diferentes cores, preto, ocre e azul.

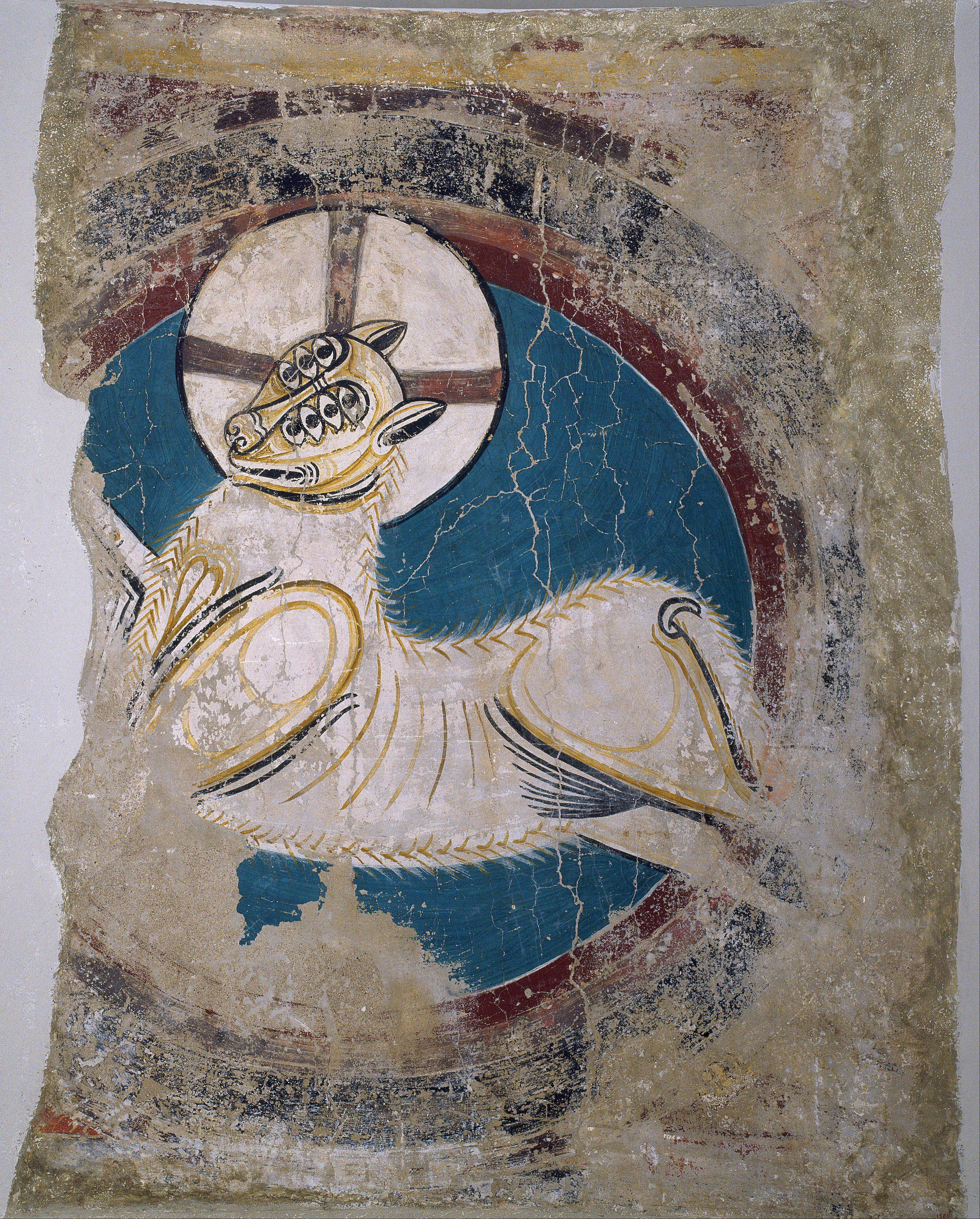
Agnus Dei.

- Registro intermédio: vêem-se cinco apóstolos da esquerda para a direita, provavelmente santo Tomás, São Bartolomeu, são João Evangelista, Santiago e uma última figura muito mutilada associada a São Filipe e à Virgem Maria, colocados um ao lado do outro ainda que de forma independente graças à representação pictórica de elementos arquitetônicos, neste caso uma arcada, com colunas e capitéis, em cima deles têm uma inscrição que os identifica. Simboliza a Igreja Universal dando fé de Cristo.
- Registro inferior: Geralmente observam-se elementos que pertencem ao mundo terrestre, assim como ornamentos do tipo vegetalista ou geométrico, que representam a Terra. Não se conservam muitos restos pictóricos do registro inferior: intuem-se elementos decorativos em zig-zag, próprios de estes registros, e que seguramente determinavam uns espaços com figuras de animais e por debaixo deles devia estar decorado com cortinados, desta parte não se conserva nada. Outra parte para além da abside: fora da bacia da abside, mas relacionada compositivamente com esta, a decoração pictórica dos arcos pré-absidiais completam a representação trinitária da divindade na coroação dos arcos. Deus como Cristo Majestoso (Majestas Domini) na bacia da abside. A mao direita de Deus (Dextera Domini) que representa o poder do pai, no arco mais próximo da abside. O Cordeiro de Deus (Agnus Dei) que representa Cristo sacrificado vencedor da morte, no segundo arco.

As três representações formam um feixe na direção dos fieis. A mao de Deus representa-se dentro de um círculo branco vazio mas com os dois dedos que atravessam o seu perímetro, no arco mais próximo da bacia. O cordeiro com sete olhos segue a narração do Apocalipse São João, que representa os seus atributos. Poder, riqueza, sabedoria, força, honra, glória e bendição. Está dentro de um círculo e ligeiramente arqueado, com as patas dianteiras sobre o Livro dos sete selos. A sua cabeça está rodeada por um halo cruciforme – um halo com uma cruz inscrita.
Em ambos os lados do arco onde está a Dextera Domini, representam-se as figuras de Caín e Abel. De cada um dos lados dos arcos decorre uma cena em que um cão lambe as feridas de Lázaro o leproso, diante da porta do rico Epulón, esta parábola aparece no evangelho de São Lucas e esta presente na decoração de outras igrejas românicas com a igreja de São João de Boí.
De uma abside lateral (a do lado do Evangelho) há restos de decoração mural, que representava sobre um fundo de bandas de cores, um coro de seis anjos, dos quais apenas restam dois fragmentos, em ambos os lados da janela central. Crê-se que estas pinturas foram realizadas por outro autor, com menos qualidade que o mestre de Taüll e que poderia ter trabalhado também na igreja de Santa Maria de Taüll da mesma povoação.

## Estilo

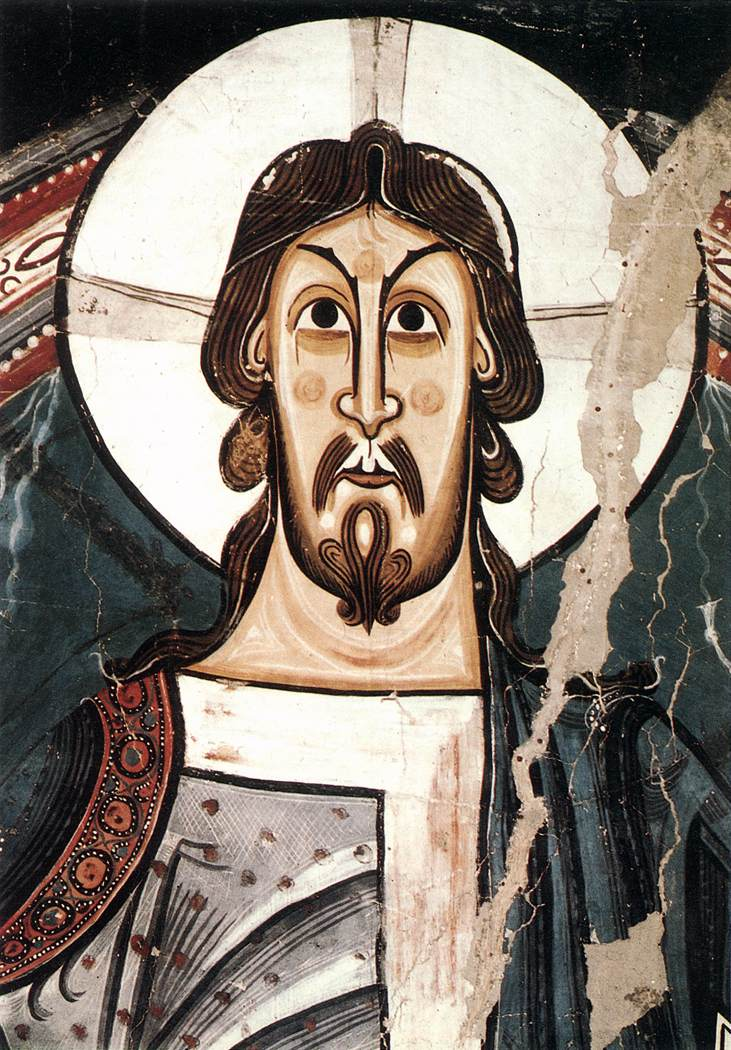
Cristo.

- Bizantino: caracterizada pelo hieratismo (rigidez e magistralidade) das figuras, a simetria e a concepção plana da composição. As figuras mostram claramente o aspecto antinaturalista da obra. A posição em que se encontram é estática e esta bem marcada a frontalidade do desenho. Além disso, os corpos mostram bastante rigidez e em alguns casos, severidade. Demonstram um claro caráter hierático.[5]
- Moçárabe: comum na arte românica do norte da península ibérica, que outorga vitalidade e expressividade, como se vê nos rostos das figuras. O autor enfatizou os olhos e as cores da cara. Centrou-se no nariz, nos olhos, nas sobrancelhas e na boca, jogando com o dinamismo que oferecem as linhas: as sobrancelhas abertas que unem com as linhas do nariz, que nos levam até aos lábios, emoldurados pelo bigode caído, este último, dirige-nos para a barba, que pela sua vez, nos leva ao cabelo.[5]
- Árabe: em oposição à corrente bizantina, rompe com o hieratismo e expressa desejo de assimetria. Pode-se observar esta influencia nos arabescos e nas linhas curvas que recriam as sinuosidades da roupa e do cabelo, especialmente no Pantocrátor, no qual o autor dá ênfase a movimento dos mesmos. Todos estes detalhes que completam o Pantocrátor remarcam a sua magnificência e superioridade. A vontade de romper com a frontalidade mostra-se patente nos símbolos dos evangelistas, desenhados com uma leve perspectiva que nos permite ver duas partes diferenciadas dos elementos, a cara interior e a exterior, diferenciadas uma da outra por duas cores distintas.

## Técnica
A técnica utilizada pelo Mestre de Taüll é a da pintura a fresco, muito embora se tenham identificado numerosos retoques a seco.
Para utilizar este tipo de técnica, primeiro preparava-se o muro com várias capas de argamassa, com uma última camada apenas de cal. Depois de toda a preparação que estava húmida, aplicavam-se pigmentos misturados com água, sem aglutinante, já que a própria cal cumpria com esta função. Desta maneira, os pigmentos aderiam à capa de cal, sendo impossível dissolverem-se.
Ainda que os artesãos muitas vezes trabalhassem em diferentes territórios, os pigmentos podiam ser locais. No caso da abside central de Sant Climent de Taüll, a maioria dos pigmentos são terras naturais e minerais autóctones, entre os quais se destaca a aerinita, com a qual o autor alcançava os magníficos azuis da obra. No entanto, também se encontraram elementos não autóctones, como por exemplo, o cinabrio e a azurita, procedentes do sul da península e da Itália, respectivamente.

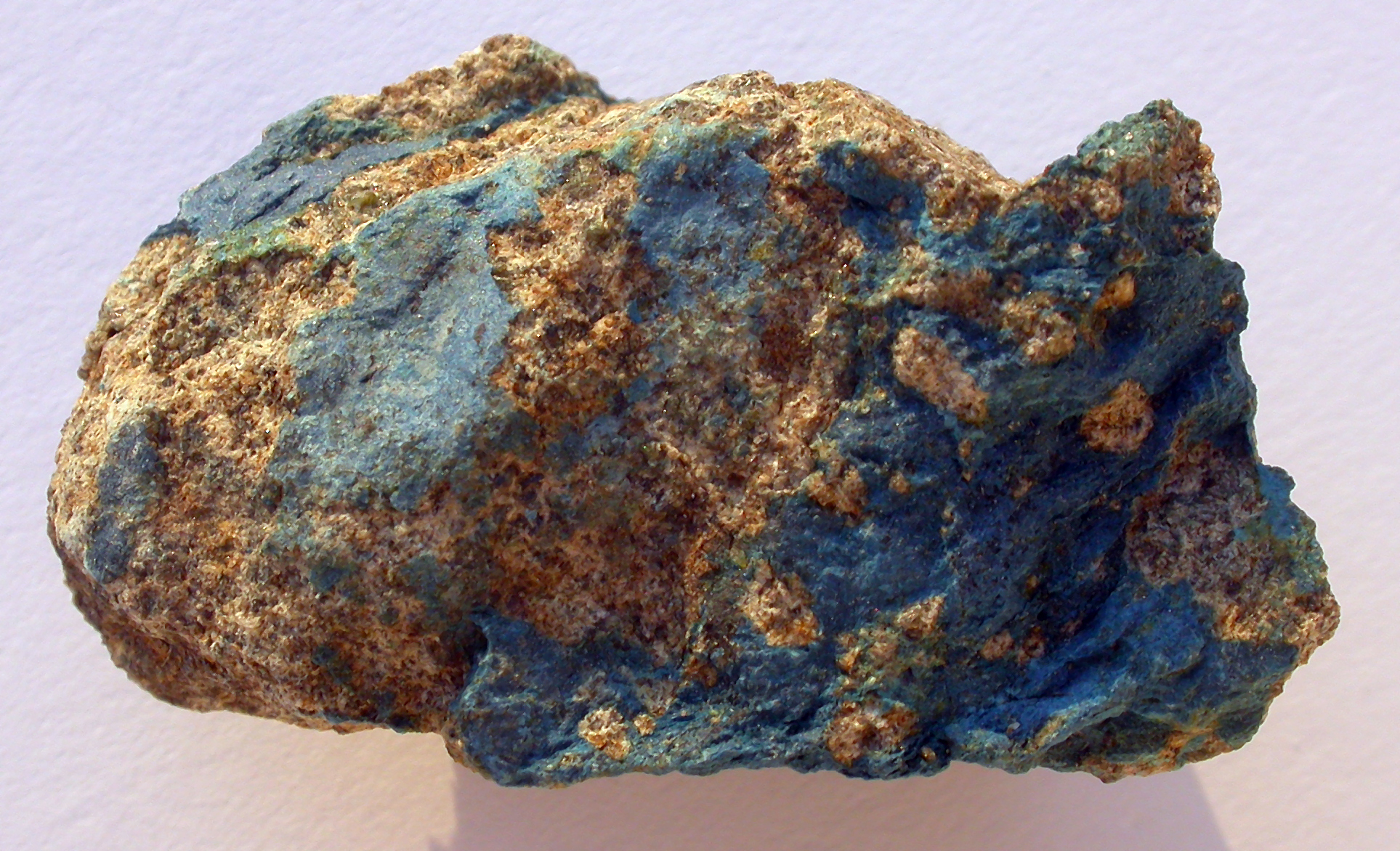
Aerinita
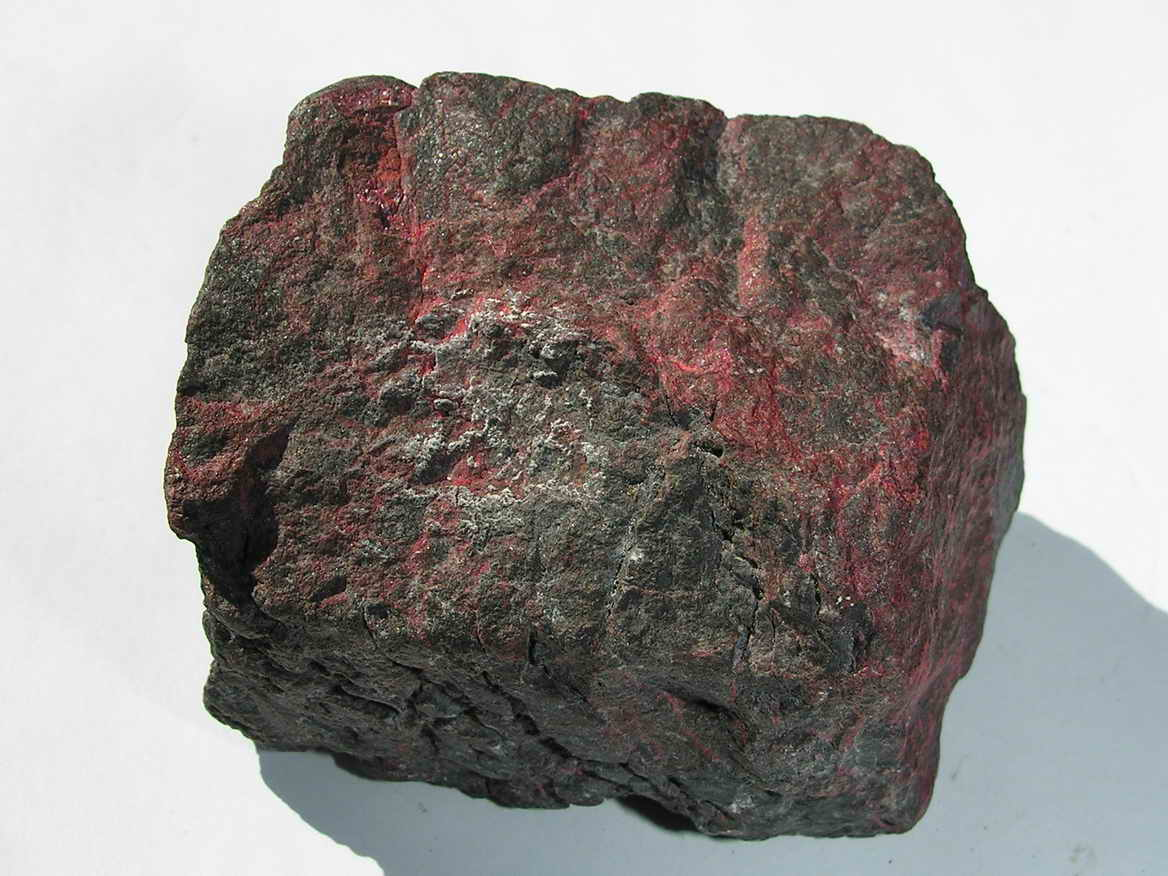
Cinábrio
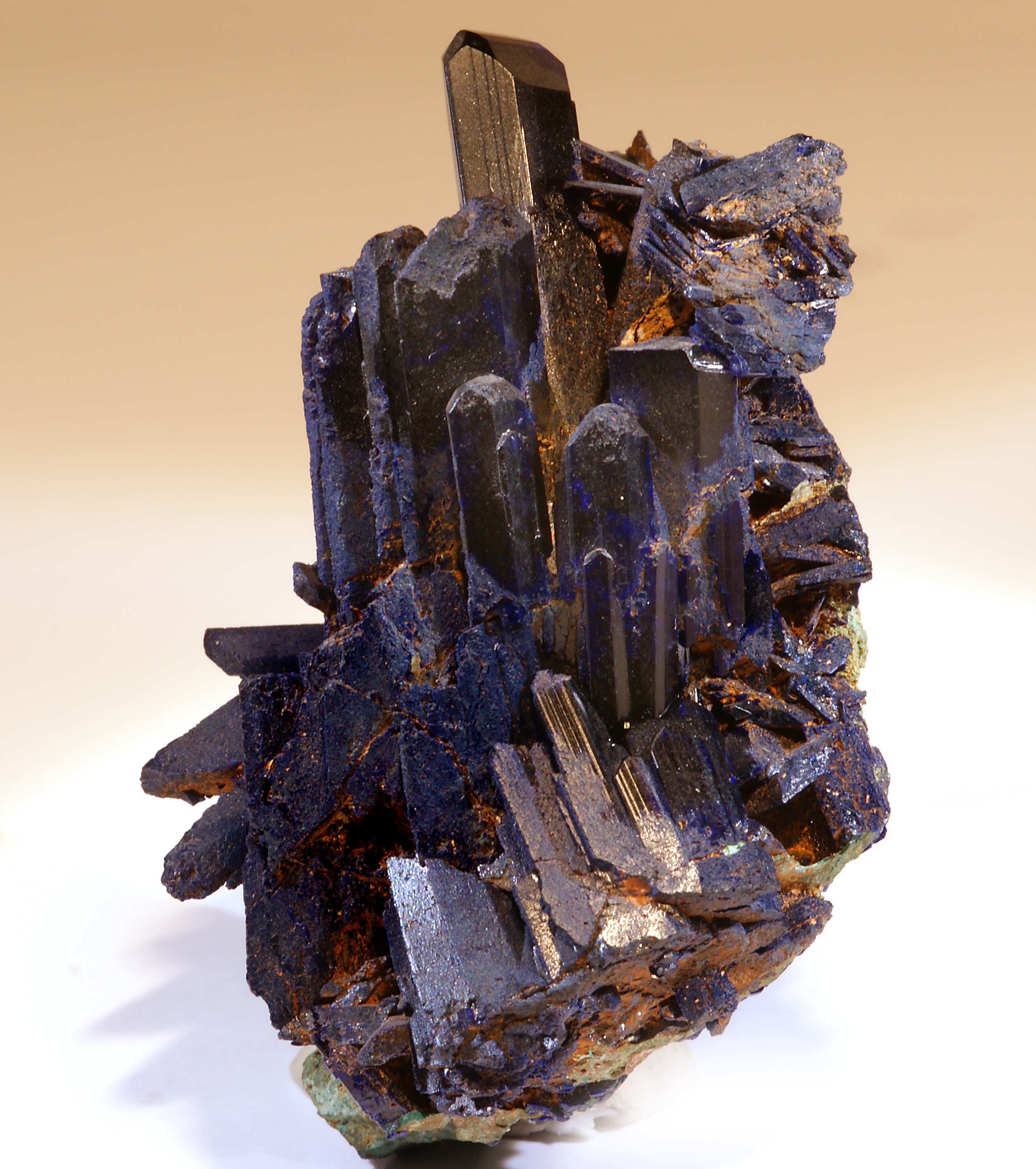
Azurita

## Simbologia
A pintura românica tinha uma finalidade didática, era funcional. As pinturas de Taüll estavam dirigidas a uma comunidade relativamente pequena, pobre e sem literacia, donde a igreja era o centro do povo, o lugar onde se reuniam e tomavam decisões. As obras, de temas religiosos, tinham como objetivo difundir cenas extraídas da Bíblia de forma compreensível por todos, de modo que pudesse chegar às pessoas analfabetas. Por estas pinturas, as personagens bíblicas estavam representadas sempre com os mesmos objetos através dos quais se podiam identificar com facilidade.
A obra representa várias narrações bíblicas (Apocalipse, Livro de Isaias e Livro de Ezequiel) e termina com o Juízo Final. Mostra-nos Deus desde a perspectiva mais sobrenatural da visão apocalíptica, dado que aparece com todo o seu poder e toda a sua glória para julgar a Humanidade. Por esta razão, Deus é-nos apresentado com todas aquelas características que o identificam como o supremo e que assinalam a sua magnificência. Para começar, as dimensões sobrenaturais do próprio Pantocrátor.

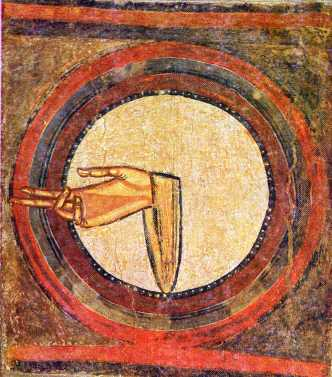
Dextera Domini.

A representação de Cristo Majestoso na bacia absidal, presidindo o conjunto da composição pictórica da igreja, é característica e habitual da arte românica catalã. Cristo repousando os pés sobre o uma “elipse”, que simboliza o mundo o mundo e, portanto, Deus recorda qual é o seu papel, o de deus legislador, juiz, que domina sobre o terreno. Além de Sant Climent de Taüll, aparece em outros lugares como Santa Maria de Mur ou na Igreja de São Pedro de Esterri de Cardós. O Cristo representou-se de forma frontal, sobressaindo ligeiramente da “elipse”, com o braço direito levantado fazendo o sinal da bênção com a mao e com o livro aberto na esquerda, apoiado sobre o joelho. O protagonismo de Cristo Majestoso na composição é característica da pintura alto-românica, a diferença da pintura tardo-românica que lhe dará um papel mais secundário e uma representação mais terrena. O Alfa e o Omega primeira e última letra do alfabeto grego, simbolizam o princípio e o final, portanto, Deus como criador e também como destruidor. A inscrição EGO SUM LUX MUNDI (eu sou a luz do mundo), a luz como símbolo da verdade absoluta, do Bem e do caminho para chegar à “salvação”, segundo o Evangelho de João: “eu sou a luz do mundo, os que me seguem de nenhuma maneira andarão na obscuridade, mas possuirão a luz da vida” (Jn 8:12).
No âmbito do cristianismo a mao direita de Deus (Dextera Domini em latim) tem vários significados. Indica proteção divina, também legitimação de um poder ou um testemunho qualquer. Há representações tanto da palma como do dorso. Frequentemente no céu entre as nuvens e dirigida para a terra, com os dedos abertos e bem benzendo. Ainda que a maior parte das vezes esta parte de uma representação ou quadro mais amplo, às vezes também se representa só a mao sem contexto como por exemplo, no fresco de Sant Climent de Taüll.
As figuras que simbolizam o tetramorfo, assim como os anjos que os representam, estão inscritas em rodas ou círculos entrelaçados entre si. Esta iconografia pode-se relacionar com as visões do profeta Ezequiel naquelas em que os querubins lavando Deus aparecem entre quatro rodas de olhos. A referência às rodas, no trono de Deus, também aparecem nas profecias de Daniel.
A representação da Virgem Maria na época românica supunha a consideração de Maria como caminho para a rendição da humanidade. Costumava-se colocar, como no caso de Sant Climent de Taüll, entre o colégio apostólico como testemunho ocular da divindade de Cristo. Maria sustém na sua mao uma espécie de taça, símbolo iconográfico que corresponde ao salmo 116: “levantai o cálice da salvação e invocai o nome de Yahvé”. Assim mesmo se invoca também como o “copo da eleição” e “cálice do mundo”.